# فرودگاه گانسان
فرودگاه گانسان (به انگلیسی: Gunsan Airport) (به زبان بومی: 군산공항) یک فرودگاه همگانی و نظامی باربری با کد یاتا KUV است که یک باند فرود بتن دارد و طول باند آن ۲۷۴۳ متر است. این فرودگاه در شهر گانسان کشور کره جنوبی قرار دارد و در ارتفاع ۹ متری از سطح دریا واقع شده است.

## شرکت‌های هواپیمایی و مقصدهای پروازی
| شرکت‌های هواپیمایی | مقصدهای پروازی |
| ----------------- | -------------- |
| ایستار جت         | ججو            |
| کورین ایر         | ججو            |